# Metacrangon acclivis
Metacrangon acclivis är en kräftdjursart som först beskrevs av M. J. Rathbun 1902.  Metacrangon acclivis ingår i släktet Metacrangon och familjen Crangonidae. Inga underarter finns listade i Catalogue of Life.